# Cerkiew Świętych Apostołów Piotra i Pawła w Augustowie
Cerkiew Świętych Apostołów Piotra i Pawła – niezachowana cerkiew prawosławna w Augustowie.
Do czasu wybudowania cerkwi Świętych Apostołów Piotra i Pawła w Augustowie istniała tylko niewielka drewniana cerkiew Kazańskiej Ikony Matki Bożej. Decyzję o budowie nowej świątyni podjął w 1878 gubernator suwalski Siergiej Gołowin na wniosek 24 prawosławnych obywateli Augustowa. Rok później miasto wyznaczyło teren pod budowę na środku ogrodu spacerowego (obecnie park na Rynku Zygmunta Augusta). Prace planistyczne zakończono w lutym 1881, a 9 czerwca 1881 arcybiskup chełmsko-warszawski Leoncjusz (Lebiedinski) poświęcił kamień węgielny. Cerkiew otwarto 7 października 1884. 
Budowę cerkwi sfinansowano z państwowego funduszu cerkiewno-budowlanego. Prace wykonywali majstrowie z Górnego Śląska. Świątynia mogła pomieścić 800 osób. Cerkiew miała jedną kopułę oraz czteropiętrową dzwonnicę z pięcioma dzwonami. Do cerkwi przeniesiono ikonę Kazańskiej Matki Bożej. Mieszkańcy Augustowa ofiarowali też ikonę św. Aleksandra Newskiego, którą umieszczono w nowym kiocie. W 1887 w cerkwi umieszczono też ikonę Cerkiewnej Matki Bożej, zwanej Jordańską. W 1894 przy świątyni powołano bractwo cerkiewno-parafialne, które prowadziło działalność charytatywno-społeczną. 
Ostatnie nabożeństwo w cerkwi Świętych Piotra i Pawła było odsłużone, za pozwoleniem władz, w dni Wielkanocne 1924 r. W 1926 cerkiew została rozebrana. Obecnie w miejscu cerkwi znajduje się pomnik Zygmunta Augusta. W 2017 rozpoczęto przy ul. Mazurskiej w Augustowie budowę nowej cerkwi, która architektoniczne ma nawiązywać do cerkwi Świętych Apostołów Piotra i Pawła.